# Klövbergets naturreservat, Södermanlands län
Klövbergets naturreservat är ett naturreservat i Gnesta kommun i Södermanlands län.
Området är naturskyddat sedan 2022 och är 45 hektar stort. Reservatet ligger på en udde i östra Klämmingen och består av lövrik barrnaturskog, hällmarkstallskog och lövskog. 